# Malthonea itaiuba
Malthonea itaiuba är en skalbaggsart som beskrevs av Martins och Maria Helena M. Galileo 1999. Malthonea itaiuba ingår i släktet Malthonea och familjen långhorningar.
Artens utbredningsområde är Venezuela. Inga underarter finns listade i Catalogue of Life.